# Ernst Peter Billeter
Ernst Peter Billeter-Frey (auch: Ernesto Pietro Billeter) (* 7. April 1919 in Basel; † 19. Januar 2002 in Villars-sur-Glâne) war ein Schweizer Mathematiker (Operations Research) und Informatiker.

## Leben
Ernst Peter Billeters Eltern waren der Kaufmann Ernst Billeter und Maria, geb. Massa. Nach der Primarschule besuchte Ernst Peter Billeter das Humanistische Gymnasium, wobei er am Kollegium St. Michael in Freiburg für ein Vierteljahr seine Französischkenntnisse aufbesserte. Am Maturitätsinstitut Minerva bereitete er sich für drei Semester auf die Eidgenössische Maturitätsprüfung (30. März 1938 in Bern) vor und erweiterte seine Kenntnisse in Infinitesimalrechnung und Darstellender Geometrie.
Ab Oktober 1938 studierte Billeter Nationalökonomie an der Philosophisch-historischen Fakultät der Universität Basel. Dass er während eines Studienaufenthalts in Rom 1942 mit Corrado Gini in Verbindung kam, erwies sich für seine Doktorarbeit als hilfreich. Als Rockefeller Fellow in den USA lernte er die erste Computergeneration kennen. 1949 wurde er in Basel mit der Arbeit „Über die Messung der Einkommens-Konzentration: eine statistische Studie mit besonderer Berücksichtigung der Einkommensverteilung im Kanton Basel-Stadt“, mit der die Ermittlung des Medianeinkommens Bekanntheit erlangte, zum Dr. rer. pol. promoviert.
Billeter wirkte zunächst als Adjunkt des Statistischen Amts der Stadt Zürich, wo er 1954 zur Darstellung der Altersstruktur einer Bevölkerung die Vergleichszahl Billeter J (Billeter-Maß) vorschlug. Nachdem er sieben Jahre lang erfolglos auf die Verwendung der neuen Rechenmaschinen gedrängt hatte, wechselte er als wissenschaftlicher Mitarbeiter zur Bank für Internationalen Zahlungsausgleich und dann als Informatik-Instruktor zu Sperry-Univac in Zürich.
1957 kam Billeter an die Universität Freiburg, wo er im nächsten Jahr zum ausserordentlichen Professor für Statistik und Informatik ernannt wurde und mit dem Aufbau des Institute pour Automation et recherches opérationelles (Institut für Automation und Unternehmensforschung, IAUF) begann. Mangels Geld liess die Beschaffung des ersten Computers bis 1961 auf sich warten. Der EDV-Einsatz in der Wirtschaftswissenschaft wurde von Kollegen als „gehobene Klempnerwirtschaft“ bespöttelt; anlässlich des 50-Jahr-Jubiläums des IAUF wurde Billeter als „Prophet der Informatik in der Schweiz“ bezeichnet. Er forschte auf den Gebieten der Informatik und Kybernetik. Als er 1970 zum ordentlichen Professor ernannt wurde, hatte er auch eine Gastprofessur für Wirtschaftskybernetik an der Pennsylvania State University. Das IAUF wurde 1971 Gründungsmitglied der internationalen Vereinigung nationaler Informatikinstitute, die ihre erste Tagung Mitte Juni 1973 auf Schloss Birlinghoven bei Bonn hatte. Das Institut konnte 1972 die bisherige UNIVAC III durch eine PDP-11/20 von Digital Equipment ersetzen. Um sich verstärkt der Forschung und Publikationen widmen zu können, trat er 1979 von der Leitung des IAUF zurück. 1986 wurde er emeritiert.
Billeter war Mitglied des International Statistical Institute in Den Haag und seit 1967 der Société Fribourgeoise des Sciences Naturelles sowie Mitherausgeber der Zeitschriften Metron (Internationale Statistische Zeitschrift; mit Mario Badaloni) in Rom und Kybernetes in London. Sein Interesse galt der Astronomie, Astrophysik und Luftfahrzeugtechnik.
Mit seiner Frau Annelis, geb. Frey († 1993), die er am 25. Januar 1951 heiratete, hatte Ernst Peter Billeter die Kinder Peter, Martin, Gabrielle und Felix.

## Veröffentlichungen
- Corrado Gini und die Tests der angelsächsischen Statistischen Schule; 1946
- Eine Maßzahl zur Beurteilung der Altersverteilung einer Bevölkerung. In: Schweizerische Zeitschrift für Volkswirtschaft und Statistik, Band 90, 1954, S. 496–505.
- Der praktische Einsatz von Datenverarbeitungssystemen: kybernetische und betriebwirtschaftliche Aspekte; 1968
- Grundlagen der Elementarstatistik; Beschreibende Verfahren; 1970
- Grundlagen der repräsentativen Statistik: Stichprobentheorie und Versuchsplanung; 1970
- Grundlagen der erforschenden Statistik: Statistische Testtheorie; 1972
- mit Vladimir Vlach: Zeitreihen-Analyse: Einführung in die praktische Anwendung; 1981
- mit Vladimir Vlach: Grundlagen der Statistischen Methodenlehre; 1982